# Birkanyírás (film)
A Birkanyírás (eredeti cím: Barbershop) 2002-es amerikai dráma-filmvígjáték, amelynek rendezője Tim Story. A forgatókönyvet Mark Brown, Don D. Scott és Marshall Todd írta Brown története alapján, producerei George Tillman Jr., Robert Teitel és Brown. A Birkanyírás-sorozat első része. A főszerepben Ice Cube, Anthony Anderson, Sean Patrick Thomas, Eve, Troy Garity, Michael Ealy, Leonard Earl Howze, Keith David és Cedric the Entertainer látható. A film története egy chicagói South Side-i fodrászat társasági élete körül forog. 
A Birkanyírás 2002. szeptember 13-án jelent meg az MGM Distribution Co. által. A film pozitív véleményeket kapott a kritikusoktól, dicsérve a színészek alakítását, ugyanakkor a forgatókönyvet negatív kritikákkal illették. Ennek ellenére a film jelentős kereskedelmi siker lett, világszerte 77 millió dolláros bevételt hozott a 12 millió dolláros gyártási költségvetésével szemben, és beindította az akkoriban újonc színészek, Eve és Ealy karrierjét.
A folytatás, a Birkanyírás 2. 2004. február 6-án jelent meg, az eredeti szereplőgárda visszatérésével, Story rendező nélkül, és egy harmadik rész, a Birkanyírás 3., 2016. április 15-én jelent meg Malcolm D. Lee rendezésében.

## Rövid történet
Calvin (Ice Cube), aki elhunyt apjától örökölte a nehéz helyzetben lévő üzletet, úgy tekint a helyre, mintha csak teher lenne és időpazarlás. Miután eladja a boltot egy helyi uzsorásnak, Calvin lassan elkezdi látni apja vízióját, és küzd azzal a gondolattal, hogy csak úgy egyszerűen eladta.

## Szereplők
| Karakter                                | Színész                | Szinkronhang         |
| --------------------------------------- | ---------------------- | -------------------- |
| Calvin Palmer Jr.                       | Ice Cube               | Bognár Tamás         |
| J.D.                                    | Anthony Anderson       | Minárovits Péter     |
| Eddie Walker                            | Cedric the Entertainer | Bácskai János        |
| Lester Wallace                          | Keith David            | Varga Tamás          |
| Ricky Nash                              | Michael Ealy           | Dolmány Attila       |
| Jimmy James                             | Sean Patrick Thomas    | Betz István          |
| Terri Jones                             | Eve                    | Orosz Anna           |
| Isaac Rosenberg                         | Troy Garity            | Csík Csaba Krisztián |
| Dinka                                   | Leonard Earl Howze     | Sótonyi Gábor        |
| Jennifer Palmer                         | Jazsmin Lewis          |                      |
| Billy                                   | Lahmard Tate           |                      |
| Williams nyomozó                        | Tom Wright             | Bolla Róbert         |
| Janelle                                 | Sonya Eddy             |                      |
| Kevin                                   | Jason Winston George   |                      |
| Ray Ray                                 | DeRay Davis            |                      |
| Samir                                   | Parvesh Cheena         |                      |
| Checker Fred                            | Carl Wright            |                      |
| Monk                                    | Kevyn Morrow           |                      |
| Sam                                     | Norm Van Lier          |                      |
| Önmaga                                  | Jalen Rose             |                      |
| Dühös nő, aki ütővel veri szét a kocsit | Marcia Wright-Tillman  |                      |

## Filmzene
| 1.    | The Speech (Intro) (performed by Cedric the Entertainer & Ice Cube)                                                 |                       | 0:40 |
| 2.    | Trade It All Part 2 (performed by Fabolous, P. Diddy & Jagged Edge)                                                 | DJ Clue? Duro         | 4:41 |
| 3.    | Stingy (performed by Ginuwine)                                                                                      | Bryan-Michael Cox     | 4:23 |
| 4.    | What's Come Over Me? (performed by Glenn Lewis & Amel Larrieux)                                                     | Troy Taylor           | 4:10 |
| 5.    | Love Session (performed by Ghostface Killah & Ruff Endz)                                                            | The Underdogs         | 3:40 |
| 6.    | And We (performed by P. Diddy, Black Rob, Big Azz Ko, Kain Coiffie, G. Dep, Foxy Brown, Craig Mack & The Mighty Ha) | Bink!                 | 4:15 |
| 7.    | Could've Been You (performed by 3LW)                                                                                | Eric "Cire" Crawford  | 4:09 |
| 8.    | Baby Girl (Terri's Theme) (performed by B2K)                                                                        | The Characters        | 4:55 |
| 9.    | Sneaky (performed by Jhené Aiko & Lil' Fizz)                                                                        | Co-Stars              | 3:23 |
| 10.   | I See You (performed by Best Man)                                                                                   | Eddie F Darren Lighty | 3:41 |
| 11.   | Better to Leave (performed by Jordan Brown)                                                                         | Co-Stars              | 4:11 |
| 12.   | Baby, Baby, Baby (performed by Collin)                                                                              | Sean Hall             | 3:52 |
| 13.   | Ben (performed by Lil' Kano)                                                                                        | Joseph "Jo Jo" Hearne | 3:42 |
| 14.   | Got to Give It Up, Pt. 1 (performed by Marvin Gaye)                                                                 | Art Stewart           | 4:11 |
| 15.   | I'll Take You There (performed by The Staple Singers)                                                               | Al Bell               | 4:31 |
| 16.   | Big Booty Girls (Outro) (performed by Ice Cube, Michael Ealy, Leon Collier "Jam", Ray Thompson & Eric Lane)         |                       | 0:46 |
| 59:10 | |                       |      |